# Francisco Luna Kan

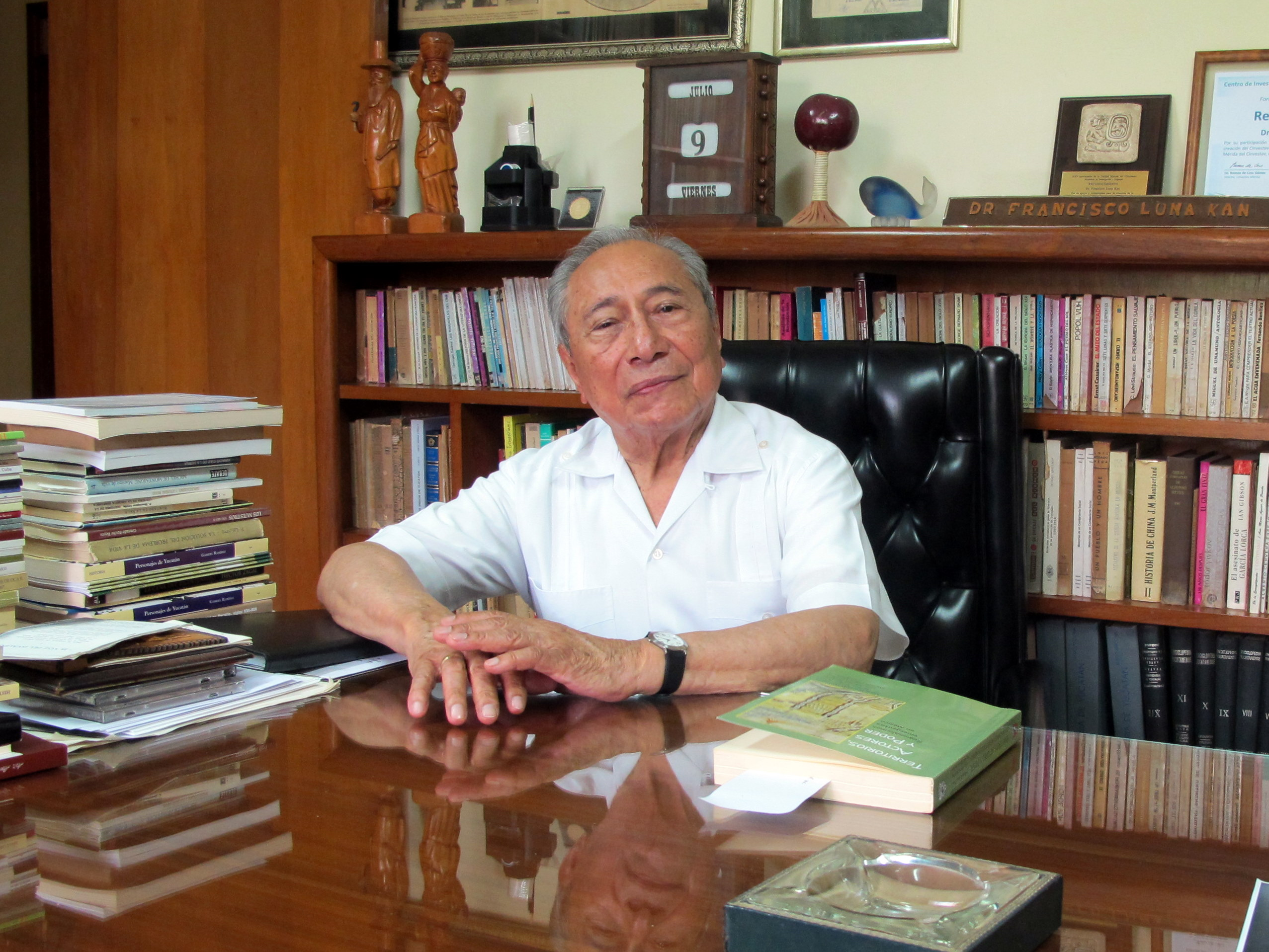
Kan in 2010

Francisco Epigmenio Luna Kan (Mérida, 3 december 1925 – aldaar, 23 november 2023) was een Mexicaans medicus en politicus van de Partij van de Democratische Revolutie (PRD).
Luna Kan studeerde medicijnen en was actief als arts voordat hij de politiek in ging. Hij werd in 1964 tot afgevaardigde en in 1970 tot senator gekozen.
In 1970 werd hij, als Maya, gouverneur van Yucatán. Sinds de Spaanse verovering werd het gebied bestuurd door creolen van Spaanse afkomst, ook na de Mexicaanse onafhankelijkheid. Luna Kan werd gekozen voor de Institutioneel Revolutionaire Partij (PRI). Dat was ongebruikelijk: normaliter stelde die maar weinig indianen als kandidaat. Er wordt wel gezegd dat de PRI hem voornamelijk kandidaat had gesteld omdat de Nationale Actiepartij (PAN) de verkiezingen dreigde te winnen. Er wordt zelfs gezegd dat de PRI, die in die tijd Mexico feitelijk als eenpartijstaat regeerde, de vorige gouverneursverkiezingen al had verloren, maar door verkiezingsfraude toch aan de macht was gebleven. Kort na zijn verkiezing als gouverneur werd Luna Kan op weg naar een conferentie in Mexico-Stad uit de trein gezet. De conducteurs geloofden niet dat Luna Kan, met een duidelijk indiaans uiterlijk, de waarheid sprak toen hij zei gouverneur te zijn.
Na zijn termijn als gouverneur verliet hij de PRI en sloot zich aan bij de linkse Partij van de Democratische Revolutie (PRD). In 1998 deed hij een mislukte poging burgemeester van Mérida te worden. Van 1997 tot 2000 was hij afgevaardigde voor Yucatán in de kamer van afgevaardigden.
Luna Kan overleed op 97-jarige leeftijd na een kort ziekbed in Mérida.